# Jessica Macaulay
Jessica Macaulay (10 novembre 1992) è una tuffatrice grandi altezze britannica naturalizzata canadese.

## Palmarès
- Mondiali

Gwangju 2019: bronzo nei tuffi dalle grandi altezze.
Fukuoka 2023: bronzo nei tuffi dalle grandi altezze.
Doha 2024: bronzo nei tuffi dalle grandi altezze.